# Plecia jianfengana
Plecia jianfengana är en tvåvingeart som beskrevs av Yang och Chen 2002. Plecia jianfengana ingår i släktet Plecia och familjen hårmyggor. Inga underarter finns listade i Catalogue of Life.